# Sinbad (skådespelare)
David Adkins, med artistnamnet Sinbad, född 10 november 1956 i Benton Harbor, Michigan, är en amerikansk skådespelare och ståuppkomiker. Han hade framgång i Star Search och hans första skådespelarroll blev i The Redd Foxx Show 1986.

## Filmografi (urval)
- 1986 – The Redd Foxx Show (TV-serie)
- 1987–1991 – Dotter på vift (TV-serie)
- 1993 – Coneheads
- 1996 – Klappjakten
- 1997 – Good Burger
- 2025 – Straw